# 上胡尔登郭勒
上胡尔登郭勒，位于中华人民共和国内蒙古自治区锡林郭勒盟镶黄旗境内的一条干河。发源于大黑山南阿拉乌素东山，蜿蜒向西北流经巴彦塔拉镇呼尔敦高勒嘎查，之后转向东北，经塔林乌苏嘎查、巴彦塔拉镇政府驻地，于翁贡乌拉苏木宝日胡吉尔嘎查以南转向西北，经阿拉坦毛都嘎查、翁贡淖尔嘎查、翁贡淖尔等地后于达布森高勒嘎查以北汇入辉腾郭勒。河长79.6千米，流域面积1513.9平方千米，河道平均比降为2.89‰。上胡尔登郭勒全河均为干河，平时无水，汛期有洪水通过。